# Бек-Булат (хан)
Бек-Булат (Бек-Пулад) (*д/н — 1563) — 5-й володар Сибірського ханства у 1530—1563 роках.

## Життєпис
Походив з династії Тайбугидів (Тайбугінів). Син хана Касима, після вбивства якого у 1530 року разом з братом Єдигером виступив й переміг змовників. Припускають, що керував ханством по черзі з Єдигером, але точні терміни є дискусійними.
Ймовірно загинув разом з братом внаслідок нападу над Кашлик Шибанідів — братів — Кучума і Ахмад-Гірея.